# Dwie strony łóżka
Dwie strony łóżka (hiszp. Los 2 lados de la cama) – hiszpański komediodramat z 2005 roku w reżyserii Emilia Martíneza-Lázaro. Zdjęcia kręcono w Madrycie.

## Opis fabuły
Od wydarzeń z poprzedniej części minęły 3 lata. Javier żeni się z lekarką Martą, która może go wyleczyć ze strachu przed ślubem. Pedro jest szaleńczo zakochany w nowej dziewczynie Raquel. Rafa też poznał dziewczynę Pilar, która kocha go, dba o niego i reedukuje go. Wydaje się, że tym wszystkim parom już nic nie zagraża. Chłopaki postanowili dojrzeć i ustabilizować się. Ale Raquel i Marta mają inny plan, który może zachwiać stabilizację. Pilar znalazła nowego kochanka, którego też reedukuje. Okazuje się nim Carlota - słodka, zabawna, oryginalna i nieprzewidywalna.

## Obsada
- Ernesto Alterio – Javier
- Guillermo Toledo – Pedro
- Alberto San Juan – Rafa
- María Esteve – Pilar
- Pilar Castro – Carlota
- Lucía Jiménez – Raquel
- Secun de la Rosa – Carlos
- Juana Acosta – Gema
- Verónica Sánchez – Marta